# De Havilland DH.77
El De Havilland DH.77 fue un prototipo de avión de caza británico de finales de la década de 1920. Concebido como un interceptor de ascenso rápido para la Real Fuerza Aérea británica, el DH.77 era un monoplano ligero de ala baja propulsado por un motor de potencia relativamente baja. A pesar de sus excelentes prestaciones, sólo se construyó un avión, siendo el preferido el biplano Hawker Fury.

## Diseño y desarrollo

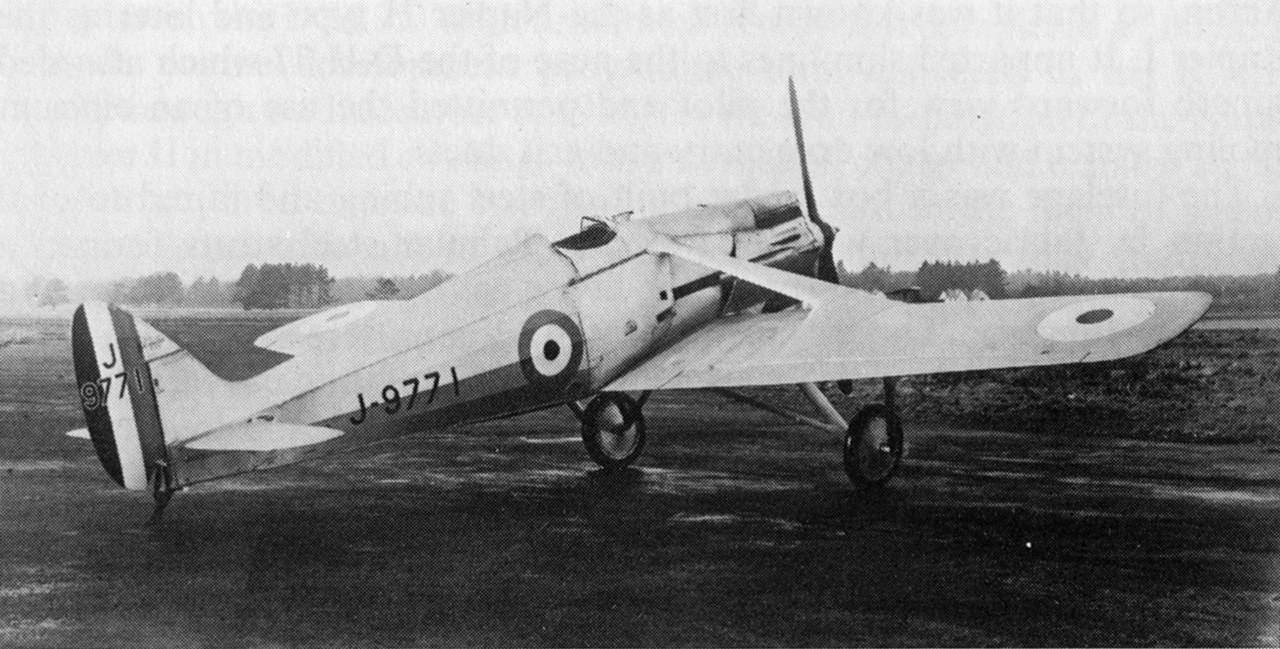

En 1927, el Ministerio del Aire británico, ante la necesidad de abordar el aumento del rendimiento de los bombarderos, emitió la Especificación F.20/27 por un interceptor monoplaza. A diferencia de las especificaciones de cazas anteriores, los aviones resultantes estaban destinados a ser aviones de corto alcance (no destinados a realizar patrullas permanentes), de rápido ascenso a gran altitud y con un mínimo de equipo. Para cubrir este requerimiento, De Havilland desarrolló con financiación privada el DH.77, diseñado por W.G. Carter, de la Gloster Aircraft Company, en estrecha colaboración con el diseñador de motores Frank Halford. De Havilland decidió concentrarse en aviones civiles en 1930 y el DH.77 (junto con el bombardero incompleto DH.72) fueron pasados a Gloster.
El DH.77 era un pequeño monoplano ligero de ala baja, de construcción mixta en metal y madera, propulsado por un motor en H Napier Rapier de 224 kW (300 hp) refrigerado por aire, que ofrecía un área frontal muy baja para minimizar la resistencia. El ala estaba arriostrada mediante unos distintivos soportes aerodinámicos sobre el ala, mientras que el avión poseía un tren de aterrizaje fijo de vía ancha con rueda de cola. Estaba equipado con alerones de gran envergadura y un estabilizador para proporcionar buenas características de control y recuperación de barrenas. El armamento era el par normal de ametralladoras Vickers sincronizadas, montadas a cada lado de la cabina.
El primer y único prototipo voló el 11 de julio de 1929, pilotado por H.S. Broad. A pesar de la baja potencia del Rapier (que entregaba sólo el 60 % de la potencia del Rolls-Royce Kestrel que propulsaba al competidor Hawker Hornet), el DH.77 demostró un excelente rendimiento, alcanzando los 328 km/h (aunque el rendimiento con carga militar completa era menor, alcanzando los 298 km/h). Fue entregado a Martlesham Heath para su evaluación por el Establecimiento Experimental de Aeroplanos y Armamento el 12 de diciembre de 1929. Aunque el prototipo fue adquirido por el Ministerio del Aire, no hubo ninguna producción, y los pedidos se destinaron al Hawker Fury, la versión de producción del Hornet, más pesado y potente. El DH.77 continuó en uso en Martlesham hasta 1934.

## Especificaciones
Referencia datos: De Havilland Aircraft since 1909.

### Características generales
- Tripulación: Uno (piloto)
- Longitud: 7,4 m (24,4 ft)
- Envergadura: 9,8 m (32,2 ft)
- Altura: 2,4 m (8 ft)
- Superficie alar: 15,1 m² (162,5 ft²)
- Peso vacío: 751 kg (1655,2 lb)
- Peso cargado: 1034 kg (2278,9 lb)
- Planta motriz: 1× motor lineal de 16 cilindros en H refrigerado por aire Napier Rapier I.
  - Potencia: 220 kW (303 HP; 299 CV)
- Hélices: Bipala de paso fijo

### Rendimiento
- Velocidad máxima operativa (Vno): 328 km/h (204 MPH; 177 kt) a 3000 m (10 000 pies)
- Techo de vuelo: 7900 m (25 919 ft) [4]
- Régimen de ascenso: 9,6 m/s (1886 ft/min)

### Armamento
- Ametralladoras: 

  - 2x Vickers de 7,7 mm fija frontal

## Aeronaves relacionadas

### Aeronaves similares
- Handley Page Type S
- Vickers Jockey
- Vickers Vireo
- Westland Interceptor

### Secuencias de designación
- Secuencia DH._ (interna de De Havilland): ← DH.74 - DH.75 - DH.76 - DH.77 - DH.78 - DH.79 - DH.80 →